# Wladimir Jengibarian
Wladimir Jengibarian (orm. Վլադիմիր Ենգիբարյան; ros. Владимир Николаевич Енгибарян, Władimir Nikołajewicz Jengibarian; ur. 24 kwietnia 1932 w Erywaniu, zm. 1 lutego 2013 w Los Angeles) – radziecki bokser pochodzenia ormiańskiego, występował w kategorii lekkopółśredniej i lekkiej.

## Kariera zawodnicza
W 1953 na mistrzostwach Europy w Warszawie zdobył złoty medal w kategorii lekkiej. Na kolejnych mistrzostwach Europy w Berlinie Zachodnim  zdobył brązowy medal w kategorii lekkopółśredniej. W 1957 na mistrzostwach Europy w Pradze i w 1959 w  Lucernie zdobył złoty medal w kategorii lekkopółśredniej.
W 1956, na letnich igrzyskach olimpijskich w Melbourne, zdobył złoty medal.

## Po zakończeniu kariery
Po zakończeniu kariery zorganizował i kierował w Erywaniu jedną z pierwszych w ZSRR szkół sportowych o profilu pięściarskim. Był również sędzią międzynarodowym w boksie amatorskim, zasiadał w komisji sędziowskiej AIBA.

## Odznaczenia
W 1957 roku został odznaczony Orderem Sztandaru Pracy.